# Epilobium salignum
Epilobium salignum är en dunörtsväxtart som beskrevs av Haussk.. Epilobium salignum ingår i släktet dunörter, och familjen dunörtsväxter. Inga underarter finns listade i Catalogue of Life.